# Snoopy, Come Home
Snoopy, Come Home is een Amerikaanse tekenfilm uit 1972, gebaseerd op de stripserie Peanuts van Charles M. Schulz. De film werd geproduceerd door Cinema Center Films en Lee Mendelson Films voor National General Pictures. De regie was in handen van Bill Meléndez.

## Verhaal
Snoopy en de rest van de Peanuts-groep gaan een dagje naar het Santa Monica Pier. Hij belooft Peppermint Patty om de volgende dag terug te komen.
De volgende dag blijkt er echter een wet te zijn aangenomen die honden verbiedt zich op het strand te begeven. Teleurgesteld laat Snoopy Woodstock een klachtbrief schrijven. Later die dag raakt Snoopy betrokken bij een bokswedstrijd met Lucy, en verslaat haar.
Dan ontvangt Snoopy een brief van een meisje genaamd Lila, die blijkbaar al drie weken in het SSM Cardinal Glennon Children's Medical Center ligt en wil dat Snoopy haar gezelschap komt houden. Samen met Woodstock vertrekt hij meteen, terwijl Charlie Brown verbaasd achterblijft met de vraag wie deze Lila eigenlijk is. Al snel ontdekt Linus tot Charlies schrik dat Lila Snoopy's vorige eigenaar is.
Op weg naar Lila komt Snoopy erachter op hoeveel plaatsen honden niet toegestaan zijn (onder andere de bus, trein, bibliotheek en zelfs het ziekenhuis zelf). Hij en Woodstock belanden tijdelijk in het huis van een meisje genaamd Clara, die hen tot huisdieren wil maken.
Na een lange reis arriveren Snoopy en Woodstock bij Lila. Deze vraagt hem om weer bij haar te komen wonen. Snoopy twijfelt een tijdje, maar stemt dan toe. Hij keert daarom nog eenmaal terug naar huis om afscheid te nemen. De groep geeft Snoopy nog een afscheidsfeest.
Snoopy’s terugkeer bij Lila wordt ruw verstoord wanneer blijkt dat het gebouw waar ze woont ook verboden is voor honden. Tevens blijkt ze zelf inmiddels een kat te hebben als huisdier. Door het verbod op bezit van honden hoeft Snoopy zijn belofte niet waar te maken, en keert terug naar Charlie. Alles is weer bij het oude, tot Snoopy de afscheidscadeaus die hij iedereen had gegeven terug begint te eisen.

## Rolverdeling
| Acteur              | Personage                             | Opmerkingen         |
| ------------------- | ------------------------------------- | ------------------- |
| Chad Webber         | Charlie Brown                         |                     |
| Robin Kohn          | Lucy van Pelt                         |                     |
| Stephen Shea        | Linus van Pelt                        |                     |
| David Carey         | Schroeder                             |                     |
| Johanna Baer        | Lila                                  |                     |
| Hilary Momberger    | Sally Brown                           |                     |
| Christopher DeFaria | Patricia "Peppermint Patty" Reichardt | als Chris De Faria  |
| Linda Ercoli        | Clara                                 |                     |
| Lynda Mendelson     | Frieda                                | als Linda Mendelson |
| Bill Melendez       | Snoopy / Woodstock                    |                     |

## Achtergrond

### Muziek
Snoopy, Come Home was het eerste Peanuts-project geproduceerd Vince Guaraldi's leven, waarin geen muziek van hem verwerkt is. In plaats daarvan is de muziek voor de film gecomponeerd door de Sherman Brothers, die al bekendheid genoten voor hun medewerking aan veel Disney-films.
De film bevat een aantal muzikale nummers:
- "Snoopy, Come Home"
- "At the Beach"
- "No Dogs Allowed"
- "Do You Remember Me?"
- "Me and You"
- "Getting It Together"
- "Fundamental Friend Dependability"
- "Charlie Brown's Calliope"
- "It Changes"

Daarnaast bevat de film een instrumentale versie van het nummer It's a long way to Tipperary.

### Ontvangst
De film was bij uitkomst een financiële mislukking. De film bracht slechts $245.073 op tegen een budget van een miljoen dollar. Nadien is de film echter een cultklassieker geworden, vooral vanwege meerdere uitzendingen op tv en de verkoop op video en dvd.

### Censuur
Bij sommige tv-uitzendingen van de film werd de vechtpartij tussen Snoopy en Lucy weggelaten. Verder is een scène waarin Sally een exemplaar van het boek “Sampo” vindt in de bibliotheek vaak uit de film geknipt.

## Prijzen en nominaties
In 1973 won “Snoopy, Come Home” de CEC Award voor beste kinderfilm.

## Trivia
- De titel van de film is een parodie op de film Lassie Come Home uit 1943.
- Op een bepaald moment verteld Charlie Brown dat hij ooit door andere kinderen in het zand is begraven. Dit is een referentie naar Charlie Browns eerste optreden in Schulz’ vorige stripserie; Li'l Folks.